# De doux dingues
De doux dingues est une comédie « gaie » de Michel André, d'après l'auteur américain Joseph Carole (1885–1957), créée en 1960 au théâtre Édouard-VII.
Elle a été diffusée pour la première fois à la télévision le 24 janvier 1972 sur la deuxième chaîne de l'ORTF dans le cadre de l'émission Au théâtre ce soir.

## Argument
Michel, ingénieur dans les plastiques, vient de convoler en justes noces en Italie avec Sophie, une femme particulièrement tête en l'air. Il découvre, par la suite, qu'elle a déjà trois enfants. De plus, elle est une fois grand-mère, deux fois veuve et une fois divorcée de Paul, son troisième mari, lequel gère sa fortune.
Dépassé au début par les évènements, Michel réussira à gérer non sans difficultés, cette encombrante famille, y compris la terrible tante Anna.

## Distribution de la création
- Suzanne Flon puis Suzy Delair : Sophie
- Guy Tréjan puis  Jean-Jacques : Michel
- Jean Le Poulain : Paul
- Sylvie Favre : Marie
- Nicole Mirel : Colette
- Roger Pelletier : Georges
- Dominique Collignon-Maurin : Pierre
- Jean-Pierre Moulin : Arturo
- Alice Tissot : tante Anna

Mise en scène : Jean Le Poulain
Scénographie : Jean-Denis Maillart
Durée : 120 minutes

## Au théâtre ce soir, 1972
- Maria Pacôme : Sophie
- Georges Descrières : Michel
- Jean Le Poulain : Paul
- Corinne Le Poulain : Marie
- Catherine Allary : Colette
- Francis Joffo : Georges, le mari de Colette
- Fabrice Bruno : Pierre
- Daniel Colas : Arturo
- Maryse Martin : tante Anna

Réalisation : Georges Folgoas
Mise en scène : Jean Le Poulain
Décors : Roger Harth
Costumes : Donald Cardwell
Photographie : Lucien Billard
Son : Henri Delagnes
Enregistré le 19 juin 1971 au théâtre Marigny

## Reprises
- Reprise en 1985-1986 au Théâtre des Nouveautés dans une mise en scène de Jean Le Poulain avec Marion Game dans le rôle de Sophie

## Autour de la pièce
On aperçoit à plusieurs reprises Pauline Carton parmi les spectateurs lors de la retransmission télévisée.